# Касаба (филм из 1997)
Касаба (међународно познат као Мали град или једноставно Град  је турски филм из 1997. који је режирао Нури Билге Џејлан као свој дугометражни деби.

## Пријем
Према Camden New Journal, Касаба је задобио шире признање. На Метакритикц -у има просечну оцену од 89/100 и филм је добио „универзално признање“.

## Глумачка подела
- Цихат Бутун
- Емин Џејлан
- Фатма Џејлан
- Музафер Оздемир
- Хвва Саглам
- Емин Топрак